# مسعود قمبر
مسعود قمبر (20 مايو 1989) لاعب كرة قدم بحريني يلعب حاليا لصالح نادي الدرجة الأولى النجمة البحريني في مركز الوسط المهاجم من 2016 كما يجيد اللعب في مراكز الوسط المحوري والوسط الأيمن والجناح الأيمن والوسط الأيسر والجناح الأيسر والمهاجم.